# Chebanse (Illinois)
Chebanse – wieś w Stanach Zjednoczonych, w stanie Illinois, w hrabstwie Iroquois.